# Hötjärnen (Älvsby socken, Norrbotten)
Hötjärnen är en sjö i Älvsbyns kommun i Norrbotten och ingår i Luleälvens huvudavrinningsområde.